# Maurdramne
Maurdramne est un religieux bénédictin, abbé de Corbie de 772 à 781. Il fut à l'origine de l'un des premiers efforts entrepris pour rédiger une Bible d'une plus grande qualité graphique.

## Biographie
Maurdramne était originaire d'une famille noble des environs de Corbie et se consacra au service de Dieu. Il devint moine bénédictin à l'abbaye de Corbie et y étudia les divines écritures. Sa connaissance des affaires ecclésiastiques conduisit à son élection à la tête de l'abbaye vers l'an 770, 771 ou 772. Il fit don à l'abbaye d'un bien de sa famille, le domaine de Thennes près de Moreuil.
En tant qu'abbé de Corbie il accueillit, dans son abbaye, Didier de Lombardie vaincu par Charlemagne à Pavie en 774. Celui-ci vécut avec sa famille et mourut (en 786 ?) dans l'abbaye.
Sous l'abbatiat de Maurdramne, Corbie tint une place essentielle dans la transmission des textes classiques, de la patristique et de la patrologie. 

### La Bible de Maurdramne
Sous sa direction fut rédigée une Bible dite « Bible de Maurdramne » dont la particularité est d'avoir été composée de sept écritures différentes dont la minuscule caroline qui s'imposa après lui dans tout l'Occident. Ce travail constitue une étape importante dans les perfectionnements de la production de manuscrits à l'époque carolingienne.
Sur les douze tomes qui composaient l'ouvrage, il nous en reste aujourd'hui cinq. Cette Bible pourrait être à l'origine du texte d'Alcuin, le conseiller de Charlemagne auteur de la « Bible corrigée » préparée à la demande de l'empereur et éditée lors du concile de Mayence de 813.

### Un abbé gestionnaire
Maurdramne modifia la gestion de l'abbaye en répartissant ses revenus en trois parts : la première chargée de répondre aux besoins des moines ; la seconde attribuée aux pauvres et aux malades ; la troisième consacrée au culte et à l'entretien des bâtiments.
Il se démit de sa charge abbatiale, en 781, au profit d'Adalhard, cousin de Charlemagne. Il mourut à l'abbaye un 20 mai d'une année inconnue.

## Pour approfondir